# 바르그 케밥
바르그 케밥(페르시아어: کباب برگ 카바베 바르그)는 이란의 쇠고기 또는 양고기 케밥이다.

## 이름
페르시아어 "카바베 바르그(کباب برگ)"는 "케밥"을 뜻하는 "카바브(کباب)"에 에자페 "-에(-e)"를 붙인 말인 "카바베(کباب)"와 "잎"을 뜻하는 "바르그(برگ)"가 합쳐진 말로, "잎 케밥"이라는 뜻이다. 고기를 잎처럼 넓고 얇게 펴서 만들기 때문에 이런 이름이 붙었다.

## 만들기
얇게 저미고 칼등으로 두드려 편 쇠고기나 양고기를 양파 즙, 사프란, 소금, 후추 등에 재어 두었다가 꼬치에 꿰어 굽는다.

## 같이 보기
- 너비아니
- 쿠비데 케밥